# Seznam osebnih imen na I
Seznam osebnih imen, ki se pričnejo s črko I.

## Seznam

### Ia
- Ian
- Iana

### Ib
- Ibolka
- Ibrahim
- Ibro

### Id
- Ida

### Ig
- Ignac
- Ignacij
- Ignacija
- Igor

### Ih
- Ihan

### Ik
- Ika

### Il
- Ilija
- Ilej
- Ilj
- Ilka
- Ilona
- Ilonka

### Im
- Imer
- Imre

### In
- Ina
- Indiana
- Indira
- Ines
- Inga
- Inge
- Ingeborg
- Ingrid

### Ir
- Ira
- Iren
- Irena
- Irenca
- Irene
- Irenej
- Irenka
- Irina
- Iris
- Irma
- Irmina

### Is
- Isa
- Isabel
- Isabela
- Isabella
- Ismael
- Ismet
- Ismeta
- Isobel
- Istok
- Istvan

### Iš
- Ištvan

### Iv
- Iva
- Ivan
- Ivana
- Ivanka
- Ivica
- Ivka
- Ivo
- Ivona

### Iz
- Iza
- Izak
- Izet
- Izeta
- Izidor
- Izidora
- Iztok
- Izabel